# Ehud Olmert

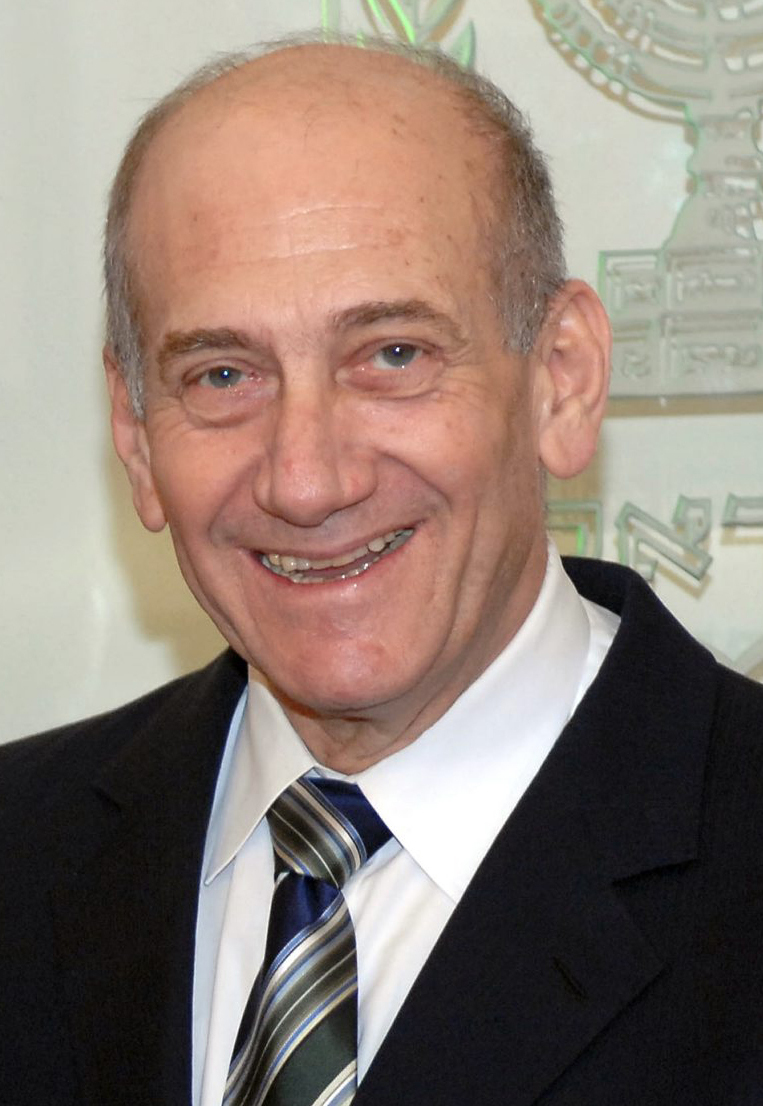
Ehud Olmert, 2007

Ehud Olmert (hebräisch אהוד אולמרט; * 30. September 1945 in Binjamina, Völkerbundsmandat für Palästina) ist ein israelischer Politiker (Kadima). Er war von April 2006 bis März 2009 Ministerpräsident Israels. Die Amtsgeschäfte führte er bereits ab dem Abend des 4. Januar 2006, nachdem Ariel Scharon einen schweren Schlaganfall erlitten hatte. Am 11. April 2006 wurde Scharon formal für regierungsunfähig erklärt. Vom 18. Januar 2008 bis 13. April 2008 war Olmert zusätzlich Minister für strategische Angelegenheiten.
Am 21. September 2008 erklärte Olmert seinen Rücktritt vom Amt des Ministerpräsidenten, den er im Juli bereits angekündigt hatte. Er blieb bis zur Bildung einer neuen Regierung unter Benjamin Netanjahu am 31. März 2009 im Amt und führte eine Übergangsregierung. Anfang Juli 2012 wurde er wegen Untreue von einem Gericht in Tel Aviv schuldig gesprochen. Es war das erste Mal, dass ein früherer israelischer Regierungschef verurteilt wurde. Das Urteil wurde im Dezember 2015 letztinstanzlich bestätigt. Er wurde zu einer Haftstrafe von 27 Monaten verurteilt. Nach 16 Monaten wurde er Anfang Juli 2017 vorzeitig entlassen. Des Weiteren fand eine Investigativrecherche von Haaretz im Oktober 2023 heraus, dass Olmert als Verbindungsstelle zwischen dem Spionage-Konsortium Intellexa und interessierten Regierungen und Käufern agierte. Olmert gab dies später zu, gab jedoch an, dass seine Zusammenarbeit als Consultant mit Intellexa wenige Monate zuvor endete. Die Intellexa-Allianz ist eine Gruppe unter der Leitung ehemaliger israelischer Militärs. Sie besteht aus stetig wechselnden Firmen, die an der Entwicklung und Vermarktung einer breiten Palette von Überwachungsprodukten beteiligt sind, unter denen sich hochentwickelte Spyware (besonders bekannt: Predator), Massenüberwachungsplattformen und taktische Systeme zum Überwachen von Geräten in der Nähe befinden. Die genaue Art der Verbindungen zwischen diesen Unternehmen ist unklar, da sich die Unternehmenseinheiten und die Strukturen zwischen ihnen ständig verändern und umbenennen.

## Leben
Olmert stammt aus einer russischen Einwandererfamilie. Sein Vater Mordechai Olmert floh nach dem Ersten Weltkrieg vor den Verfolgungen im vom Bürgerkrieg zerrissenen Russland in das chinesische Harbin, der damals größten Ansammlung jüdischer Menschen im Fernen Osten. Mit 16 Jahren war er dort Gründer der örtlichen Sektion einer Jugendgruppe der Betar. In Harbin lernte er auch seine spätere Ehefrau Bella Vugmann kennen. 1930 verließ die Familie China und ging in die Niederlande, wo Mordechai Olmert Agrarwissenschaften studierte. 1933 migrierte das Paar dann in das damalige britische Mandatsgebiet Palästina. Olmerts Vater diente bei den israelischen Streitkräften als Offizier in einer Infanteriekampfeinheit und war Militärkorrespondent für das Armeejournal BaMachane. Olmert selbst diente bei der Golani-Brigade und war im Jom-Kippur-Krieg als Militärkorrespondent dem Stab von Ariel Sharon zugeordnet.
Ehud Olmert hat an der Hebräischen Universität von Jerusalem mit Abschlüssen in Psychologie, Philosophie und Jura graduiert. Er praktizierte als Rechtsanwalt.
Olmert ist mit der Künstlerin Aliza Olmert, die der israelischen Friedensbewegung nahesteht, verheiratet und hat vier Kinder. Er spricht Hebräisch und Englisch. Da eine seiner Töchter offen lesbisch lebt, ist er für die Lage der LGBT-Gemeinschaft sensibilisiert.
Am 29. Oktober 2007 gab Ehud Olmert in Jerusalem bekannt, dass er an Prostatakrebs erkrankt sei. Im April 2009 wurde eine Verschlechterung festgestellt, die eine sofortige Behandlung erforderlich machte.

## Politik
Olmert wurde 1973 für den Likud erstmals in die achte Knesset gewählt, damit war er mit 28 Jahren jüngster Parlamentsabgeordneter in Israel. Er wurde siebenmal in Folge wiedergewählt. Er war im Geschäftsordnungs-, Verfassungs-, Justiz-, Staatskontroll-, Außen-/Verteidigungs-, Finanz-, Erziehung-/Kultur- und Innen-/Umweltausschuss vertreten. Seiner Partei diente er als Schatzmeister. 1999 forderte Olmert Ariel Scharon als Parteivorsitzenden des Likud heraus, scheiterte jedoch bei den parteiinternen Wahlen. Weil ihm das viele Likud-Mitglieder übelnahmen, zog er auf einem der hinteren Listenplätze nur knapp ins Parlament ein.
In den Jahren 1981–1988 war Olmert als das Knessetmitglied mit dem dritthöchsten Dienstalter Rangältester in dem prestigeträchtigen Auslands- und Sicherheitsausschuss. Während seiner Karriere als Mitglied der Knesset war er als Minister ohne Portfolio im Kabinett Jitzhak Schamir (12. Knesset/23. Regierung) für Minderheiten zuständig, später wurde er Gesundheitsminister (24. Regierung). Seine Zeit als Gesundheitsminister ist wegen der von ihm initiierten weitreichenden Reformen des Gesundheitswesens in Erinnerung geblieben.

### Bürgermeister Jerusalems
Im November des Jahres 1993 schlug Olmert seinen legendären Gegenkandidaten Teddy Kollek und wurde mit einer Mehrheit von 60 % Bürgermeister Jerusalems. Während seiner ersten Amtsperiode geriet der Status Jerusalems durch Eröffnung des Viertels Har Choma und eines antiken Tunnels unter dem Tempelberg ins Blickfeld des öffentlichen Interesses. Olmert verfocht zu diesem Zeitpunkt den Standpunkt Großisraels einschließlich der Integrität ganz Jerusalems unter israelischer Kontrolle und lehnte jede Konzession an die Palästinenser ab, die Ostjerusalem als Hauptstadt eines künftigen palästinensischen Staates beanspruchen. Diese ideologische Ausrichtung schlug sich auch in seiner Politik nieder. Konsequent führte er eine harte Politik der Ausbürgerung von Palästinensern aus dem Ostteil der Stadt durch. Olmert nimmt für sich in Anspruch, viele Initiativen und Verbesserungen großer Stadtprojekte in Angriff genommen zu haben. Während seiner neun Jahre im Amt bemühte sich Olmert um die Entwicklung und Verbesserung des städtischen Erziehungssystems, das größte und teuerste in ganz Israel. Zudem wurde die Infrastruktur mit großem materiellen Aufwand verbessert.
Ehud Olmert gab im November 1998 nach der Einführung eines Gesetzes, das den Mitgliedern der Knesset verbietet, zeitgleich öffentliche Ämter zu bekleiden, sein Knessetmandat zurück – er war als Bürgermeister von Jerusalem mit einer Mehrheit von 62 % wiedergewählt worden. Nach seiner erneuten Wahl in die Knesset gab er im Februar 2003 sein Amt als Bürgermeister auf.

### Industrie-, Handelsminister und stellvertretender Ministerpräsident
Im Februar 2003 wurde Ehud Olmert zum Industrie- und Handelsminister sowie zum stellvertretenden Ministerpräsidenten ernannt (16. Knesset, 30. Regierung). Ab dem 29. September 2003 war er auch Kommunikationsminister. In dieser Funktion unterstützte er den Scharon-Plan, aus Teilen der besetzten Gebiete abzuziehen. Er rückte wie Scharon von der Ideologie eines Großisraels ab und trat dafür ein, dass der israelische Staat seine Grenzen einseitig endgültig festlege. Olmert galt als enger Vertrauter von Ariel Scharon und wurde als sein Sprachrohr angesehen.
Am 7. August 2005 übernahm er nach Netanjahus Rücktritt zusätzlich die Leitung des Finanzministeriums. Nach der Neugründung der Kadima-Partei durch Scharon wechselte auch Olmert vom Likud in diese Partei. Am 16. Januar 2006 wählten die Parteidelegierten Olmert zum Vorsitzenden der Kadima.

### Ministerpräsident

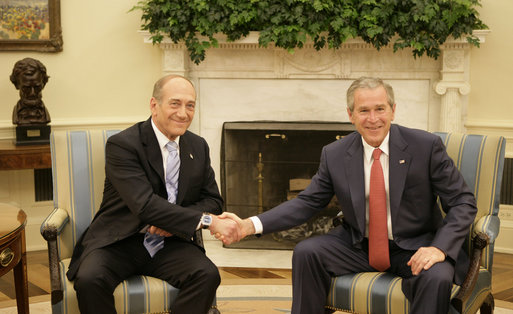
Olmert am 23. Mai 2006 mit US-Präsident Bush im Oval Office

Nach Ariel Scharons schwerem Schlaganfall am 4. Januar 2006 übernahm Olmert die Amtsgeschäfte als Ministerpräsident zunächst kommissarisch. Obwohl er nicht über das väterliche Image Scharons verfügt und ihm gelegentlich Arroganz vorgeworfen wird, gewann er die Wahlen von 2006 und wurde als Ministerpräsident bestätigt. Am Wahlabend erklärte er vor Anhängern in Jerusalem: Ich bin bereit, den Traum von einem Großisrael aufzugeben. Dies bedeutete, dass er die Grenzen Israels bis 2010 ohne Kooperation mit den Palästinensern endgültig festlegen wollte, auch durch eine Aufgabe von Siedlungen im Westjordanland, was rund ein Drittel der 240.000 Siedler betroffen hätte. Nachdem sich seit der Wahl der Hamas in den Palästinensischen Autonomiegebieten die Lage dort bürgerkriegsähnlich zugespitzt hatte, bot Olmert – befristet auf ein Jahr – Verhandlungen an, die seinen sogenannten Konvergenz-Plan zur Grundlage haben sollten. Darin wurde den Palästinensern ein eigener Staat angeboten u. a. gegen die Zustimmung zu den großen Gebietsverlusten, die durch die einseitige Festlegung der Grenze durch den von Israel errichteten Grenzzaun und den Ausbau einiger Siedlungen vorbestimmt schienen. Bei einem Staatsbesuch in Deutschland betonte Olmert, dass Israel angesichts der jüdischen Geschichte und des Holocaust wehrhaft bleiben muss:

„Wehe dem Schwachen und dem Schutzlosen. Wehe dem, der den Drohungen keinen Glauben schenkt. Wehe dem Gleichgültigen, der sich nicht darauf vorbereitet, den Gefahren zu trotzen.“

Am 24. Februar 2025 erwähnte Ehud Olmert erstmals in einem BBC-Dokumentarbericht mit dem Titel "Israel and the Palestinians: The Road to 7th October", dass er 2008 bei Verhandlungen mit Mahmud Abbas zur Aufgabe von 94 % der besetzten West Bank zur Schaffung eines palästinensischen Staates und für dauerhaften Frieden bereit gewesen wäre.
Winograd-Kommission
Nach Beendigung des Libanonkrieges wurde in Israel die Winograd-Kommission eingesetzt. Sie überprüfte die Geschehnisse der Offensive und warf Olmert in einem Bericht „schwerwiegendes Versagen“ vor. Die Opposition forderte daraufhin seinen Rücktritt als Ministerpräsident, was umgehend zurückgewiesen wurde. Es sei „unmöglich, die Schuld bei nur einer Person zu suchen“.

### Korruptionsvorwürfe und Verurteilung
Im Oktober 2007 wurde Olmert von der Polizei wegen seiner Rolle bei dem Verkauf der israelischen Bank Leumi im Jahr 2005 vernommen, das Verfahren wurde kurz darauf eingestellt.
Im Jahre 2008 liefen gegen Olmert Ermittlungen wegen Korruptionsverdachts. Es sollte geklärt werden, ob er in seiner Zeit als Handels- und Industrieminister (in den Jahren 2003 bis 2005) Personen zu höheren Ämtern verholfen und einen Freund durch die Investitionsabteilung seines Ministeriums bevorzugt hatte. In einem weiteren Fall wurde der Kauf eines Hauses in einer noblen Jerusalemer Wohngegend zu einem ungewöhnlich niedrigen Preis untersucht. Vertraute Olmerts sagten dazu, die Informationen seien bewusst von Angehörigen der Opposition gestreut worden, um dem Nahost-Friedensprozess zu schaden.
Anfang Mai 2008 wurde zusätzlich der Vorwurf bekannt, dass der US-amerikanische Geschäftsmann Morris Talansky Schmiergelder an Olmert gezahlt haben soll. Olmert wies den Vorwurf in einer Pressekonferenz zurück: „Ich schaue jedem von Ihnen in die Augen und sage, dass ich niemals Bestechungsgeld und niemals auch nur eine einzige Agora in die eigene Tasche gesteckt habe.“ Er habe Spendengelder von Talansky bekommen, mit denen korrekt umgegangen worden sei. Olmert gab weiter an, niemals Schmiergelder erhalten zu haben. Für den Fall einer Anklage gegen ihn kündigte er an, von seinem Posten als Ministerpräsident zurückzutreten. Wegen der neuen Vorwürfe waren drei Mitglieder der Rentnerpartei Gil aus der Koalition ausgetreten.
Nachdem Ende Mai 2008 weitere Details über Talanskys Zahlungen bekannt geworden waren, forderte Verteidigungsminister Ehud Barak Olmert zum Rücktritt auf. Andernfalls werde die von Barak geführte Arbeitspartei Awoda die Koalitionsregierung verlassen, wodurch Olmert die Mehrheit im Parlament verlieren würde. Der endgültige Bruch der Koalition konnte Ende Juni 2008 abgewendet werden, indem Olmert seinen Rücktritt als Parteivorsitzender der Kadima im September 2008 in Aussicht stellte. Daraufhin erklärte die Arbeitspartei, einem von der Opposition eingebrachten Antrag zur Auflösung der Knesset nicht zuzustimmen. Am 30. Juli 2008 gab Olmert bekannt, nicht wieder für den Kadima-Vorsitz zu kandidieren. Am 21. September 2008 trat er vom Amt des Ministerpräsidenten zurück. Er blieb bis zur Bildung der Nachfolgeregierung geschäftsführend im Amt. Eine vorgezogene Neuwahl fand am 10. Februar 2009 statt. Danach konnte Benjamin Netanjahu eine Regierung bilden, er wurde am 31. März 2009 als Ministerpräsident vereidigt.
Am 30. August 2009 wurde Olmert von der Staatsanwaltschaft in Jerusalem wegen Korruption in drei Fällen angeklagt. Unter anderem wurde ihm die illegale Annahme von Spendengeldern sowie die doppelte Abrechnung von Reisekosten und die Bevorzugung von Geschäftspartnern angelastet. Am 25. September 2009 begann vor dem Jerusalemer Bezirksgericht der Prozess.
Anfang Juli 2012 sprach ihn das Gericht in zwei der drei Punkte frei; in einem Anklagepunkt wurde er der Untreue schuldig gesprochen. Das Gericht sah es als erwiesen an, dass Olmert 2002 Fördergelder für ein Bauprojekt besorgt habe. Dieses war von seinem Freund und Vertrauten Uri Messer verwaltet worden. In den beiden weiteren Anklagepunkten – Annahme von Zahlungen eines US-amerikanischen Geschäftsmanns in Höhe von 600.000 US-Dollar sowie falsch abgerechnete Reisespesen an Wohltätigkeitsorganisationen – wurde er freigesprochen.
Er erhielt eine einjährige Freiheitsstrafe auf Bewährung sowie eine Geldstrafe in der Höhe von umgerechnet 15.000 Euro. Ein weiterer Korruptionsprozess gegen Olmert um die Holyland-Affäre endete am 31. März 2014. Am 13. Mai 2014 legte ein Bezirksgericht in Tel Aviv das Strafmaß auf sechs Jahre Haft fest. Olmert kann noch vor dem Obersten Gerichtshof Revision gegen das Urteil einlegen. Zusätzlich wurde Ehud Olmert zu einer Geldstrafe in Höhe von umgerechnet 200.000 Euro verurteilt.
In einem weiteren Verfahren wurde Olmert im März 2015 für die unerlaubte Annahme von Geld, da er dies nicht wie vorgeschrieben angemeldet hatte sowie des Betruges und der Untreue verurteilt. Im Mai 2015 wurde ein Strafmaß von acht Monaten Gefängnis, sowie weitere acht Monate auf Bewährung und eine Geldstrafe von 25.000 US-Dollar bekanntgegeben. Olmert hatte das Geld von Talansky, der angab, keine Gegenleistungen für das Geld erhalten zu haben. Das Gericht hielt es für erwiesen, dass Olmert sich mit einem Teil des Geldes die Loyalität seiner Büroleiterin Shula Zaken erkauft hatte. Den Rest des Geldes soll er für sich persönlich verwendet haben. Zaken wurde aber trotzdem zur Zeugin der Anklage und legte Terminkalender und Tonaufnahmen vor, die die Annahme des Geldes durch Olmert nachwiesen. In dem Verfahren hatten zahlreiche Prominente wie der frühere britische Premierminister Tony Blair und der frühere Leiter des israelischen Geheimdienstes Mossad Meir Dagan für Olmert ausgesagt. Das Gericht erkannte Olmerts Leistungen für Israel an, nannte sein Verhalten aber trotzdem unakzeptabel. Für eine Überprüfung des Urteils durch den obersten Gerichtshof wurde ein Aufschub der Vollstreckung von 45 Tagen festgelegt. Dieser sprach ihn am 29. Dezember 2015 von den Vorwürfen zur Holyland-Affäre frei, verurteilte ihn aber gleichwohl wegen Bestechlichkeit zu einer achtzehnmonatigen Haftstrafe. Das Widerspruchsverfahren gegen die Verurteilung vom März 2015 wurde noch nicht entschieden. Im Februar 2016 trat er die Haftstrafe an. Am 29. Juni 2017 entschied der Bewährungsausschuss der Strafvollzugsbehörde, die Haftstrafe auf 16 Monate zu reduzieren. Olmert wurde daraufhin unter Auflagen aus der Haft entlassen.
Am 21. November 2022 entschied ein Gericht in Tel Aviv, dass Olmert wegen Verleumdung, die er gegen die Familie des designierten Premierministers Benjamin Netanjahu begangen hat, indem er behauptete, sie seien psychisch krank, 18.000 Dollar zu zahlen hat.

### Verurteilung der Umsiedlungspläne im Gaza-Konflikt 2025
Im Juli 2025 verurteilte Ehud Olmert der israelischen Regierung um Ministerpräsident Netanjahu, voraussichtlich 600.000 Palästinenser des Gaza-Streifens nach Rafah umzusiedeln. Das regierungsseitig als „humanitäre Stadt“ bezeichnete Zeltlager sei ein „Konzentrationslager“, so Olmert.